# 다나구라정
다나구라정(일본어: 棚倉町 다나구라마치[*])은 일본 후쿠시마현 히가시시라카와군의 정이다. 에도 시대에는 다나구라번의 성시가 있었다.

## 지리
현 경계이기도 한 야미조산이 정의 서남쪽 끝에 있고 구지강의 상류부와 그 지류가 흐르며 정의 북부에서는 아부쿠마강계의 야시로강이 흐른다. 예전에는 다나구라번의 성시(조카마치)로 정의 중심부에는 다나쿠라성터를 중심으로 관청과 역이 있다. 서쪽으로 국도 118호선 다나구라 우회도로가 정을 우회한다. 국도 289호선이 시라카와시와 이와키시로, 국도 118호선이 스카가와시, 고리야마시, 이바라키현 히타치오미야시 방면으로 연결된다.

## 역사
- 1955년 1월 1일 - 다나구라정, 야시로가와촌, 다카노촌, 지카쓰촌, 야마오카촌 등 5개 정·촌이 합병하여 다나구라정이 새롭게 설치되었다.

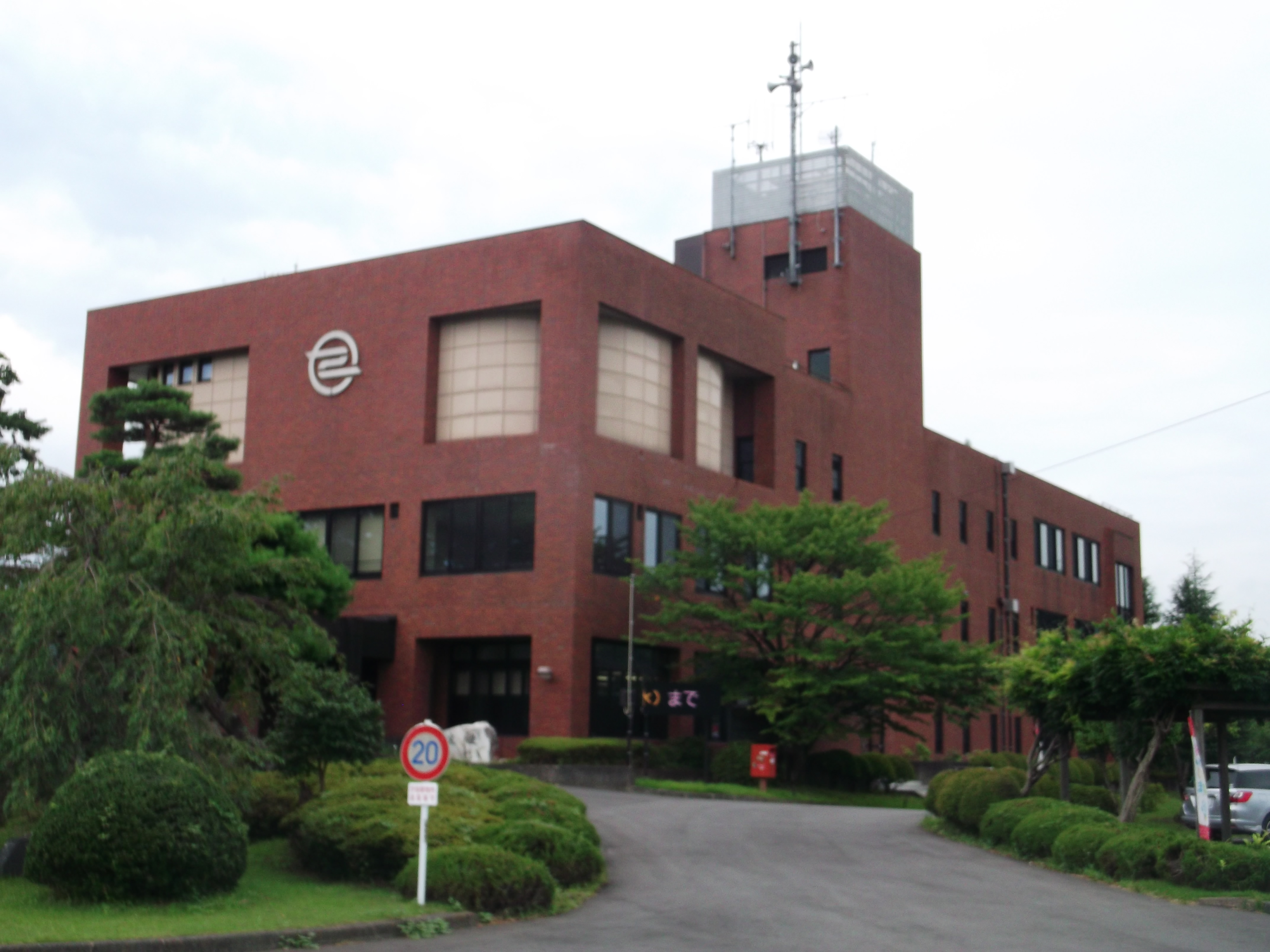
다나구라정 사무소

## 인구
| 연도 | 인구   | ±%     |
| ---- | ------ | ------ |
| 1920 | 12,536 | —      |
| 1930 | 14,150 | +12.9% |
| 1940 | 14,835 | +4.8%  |
| 1950 | 19,865 | +33.9% |
| 1960 | 18,755 | −5.6%  |
| 1970 | 16,621 | −11.4% |
| 1980 | 16,105 | −3.1%  |
| 1990 | 16,606 | +3.1%  |
| 2000 | 16,376 | −1.4%  |
| 2010 | 15,054 | −8.1%  |

## 교통

### 철도
- 동일본 여객철도 스이군선

### 도로
- 국도 118호선
- 국도 289호선